# 长嘴捕蛛鸟
长嘴捕蛛鸟（学名：Arachnothera longirostris）为太阳鸟科捕蛛鸟属的鸟类。其种加词“longirostris”意为“长吻的”。分布于印度经尼泊尔至印度、中南半岛、马来半岛、印度尼西亚、菲律宾以及中国大陆的云南等地，多生活于村寨附近阔叶树丛的小乔木树上。该物种的模式产地在孟加拉。

## 亚种
- 长嘴捕蛛鸟指名亚种（学名：Arachnothera longirostris longirostris）。分布于印度、尼泊尔至印度、缅甸、泰国以及中国大陆的云南等地。该物种的模式产地在孟加拉。[2]
- 长嘴捕蛛鸟滇东亚种（学名：Arachnothera longirostris sordida）。分布于泰国、中南半岛以及中国大陆的云南等地。该物种的模式产地在云南河口。[3]